# Первое Болгарское царство
Первое Болгарское царство (болг. Първо българско царство, ст.-слав. Блъгарьско цѣсарьство/дръжава) — название Болгарского государства с 681 по 1018 год.
Образовано булгарскими, славянскими и фракийскими племенами под предводительством Аспаруха. Наибольшего расцвета достигло при царе Симеоне I. Столицей государства был город Плиска, с 893 года — Преслав, с 990 года — Охрид. В период наибольшего расцвета охватывало бо́льшую часть Балканского полуострова. В 969 году разделилось на восточную и западную части. Восточная контролировалась византийцами, а Западная осталась за Болгарией (её иногда называют Западно-Болгарской Державой). Прекратило существование в 1018 году после того, как византийские императоры Никифор Фока, Иоанн Цимисхий и Василий II отвоевали у болгар занятые ими области.

## История

### Дохристианский период
В 632 году в Приазовье хан Кубрат объединил тюркские протоболгарские племена, создав военно-политическое образование под названием «Великая Болгария». С этого началась история Болгарии как государства.
Когда Великая Болгария подпала под власть хазар, четверо из пяти сыновей Кубрата покинули Приазовье, направившись в разные стороны, уводя с собой свои части протоболгарской орды.

#### ХанАспарух

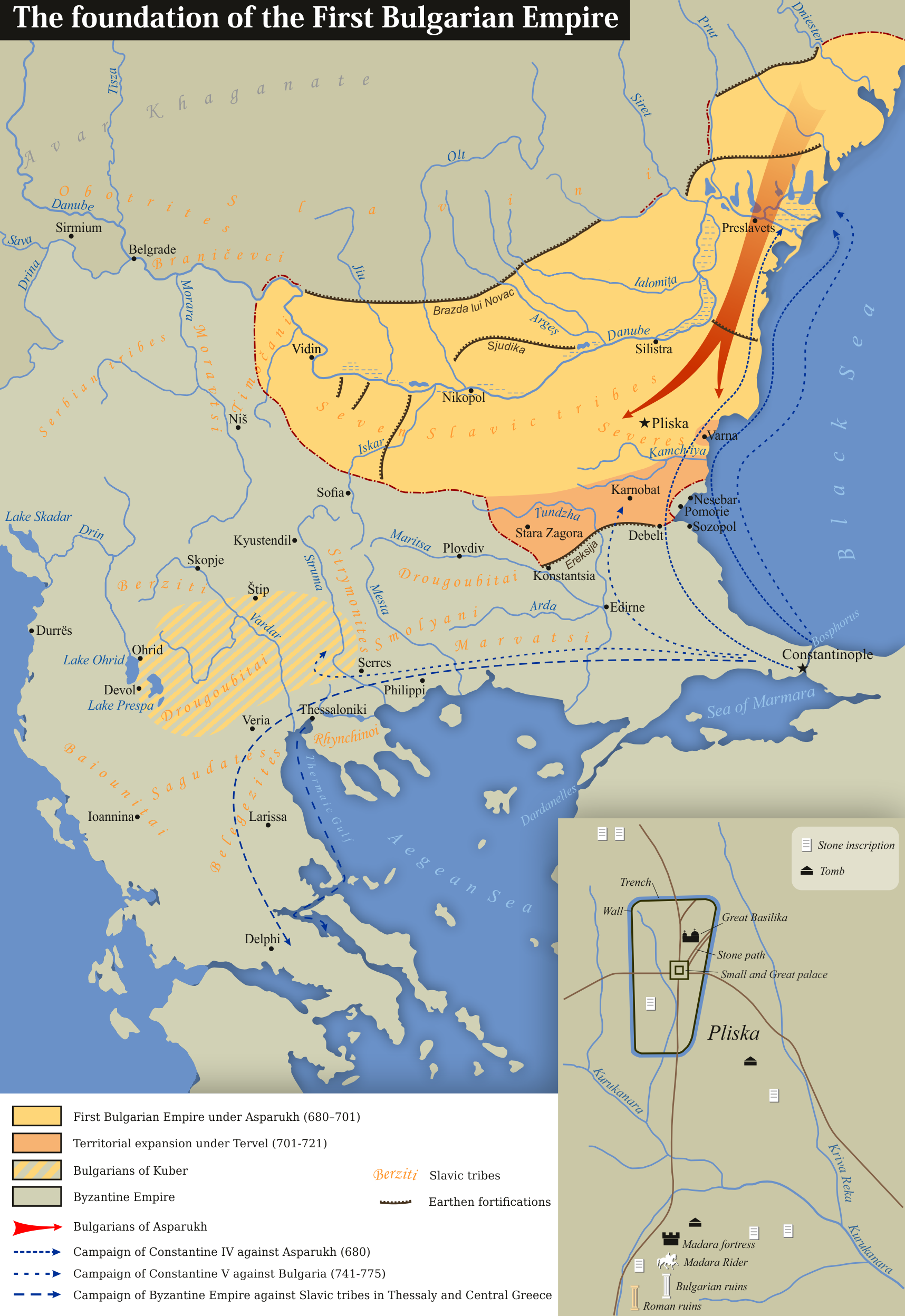

Часть протоболгар во главе с Аспарухом мигрировала в сторону Балкан. В Битве при Онгале хан Аспарух разгромил войска византийского императора Константина IV. Переправившись через Дунай и покорив местные славянские племена (в том числе и Союз семи племен), болгары заняли территорию до реки Искыр на западе и горной цепи Стара Планина на юге (северо-восточная часть современной Болгарии).
Хан Аспарух принудил Византию платить болгарам ежегодную дань. Договор с ним стал официальным признанием возникновения болгарского государства. На северо-востоке граница Первого Болгарского царства доходила до Днепра. Столицей его стал город Плиска.
По выражению византиниста Э. Арвелер, Болгарское царство было «первым варварским государством, образованным на территории Византии».

#### Войны с Византией в конце VII — начале IX века

Болгарские воины IX века. Миниатюра из «Менологии императора Василия II» (XI век)

В 689 году Юстиниан II выступил в поход против «Славиний и Болгарии», в результате которого болгары были разбиты, а множество македонских славян было переселено в Малую Азию. После гибели Аспаруха на Дунае в походе против хазар к власти пришёл другой представитель рода Дуло — хан Тервель, который со своим войском помог свергнутому Юстиниану II вернуть себе императорскую власть. За это Тервель получил от Юстиниана II обширную область Загору к югу от Стара-Планины. В 717—718 годах Болгария приняла участие в разгроме арабов, которые осадили Константинополь. В том же веке в стране развернулась борьба за власть между протоболгарскими родами Дуло, Вокил и Угаин.
После того как в середине VIII века правящий род Дуло был отстранён от управления страной, за 15 лет на престол вступали 7 ханов. Внутреннему кризису способствовали и постоянные войны с Византией во времена императора Константина V, который организовал 9 походов на Болгарию. Кризис закончился во время правления хана Телерига, однако ему, как и его предшественникам, пришлось спасаться бегством после 12-летнего правления. Хитростью Телериг успел ликвидировать всех византийских агентов в болгарской столице. Окончательно кризис был ликвидирован при правлении хана Кардама.
После переворота 762 года славяне массово бежали из Болгарии. После того, как в 755 году Византия в резкой форме отказалась уплачивать дань, болгарское войско двинулось на Константинополь, но было разбито. В 756 году византийцы напали на Болгарию с юга и севера, хан запросил о мире. В 759—760 годах Константин V организовал новый поход против славиний Македонии, после чего вошёл в Болгарию, где потерпел поражение. Военные действия между болгарами и византийцами развернулись во Фракии, откуда часть славян была снова переселена византийцами в Малую Азию. В 763 году болгары были разбиты в сражении при Анхиале, пленные болгары были убиты под стенами Константинополя. После нового переворота хан Телец вместе с другими представителями рода Угаин были убиты. В 768 году византийцы вновь вторглись в болгарские земли, хан Паган после заключения мира с Византией был убит. Следующий хан, Телериг, в 774 году попытался овладеть славиниями Македонии, но натолкнулся на сопротивление Византии. С тех пор между Византией и Болгарией началась длительная борьба за македонские славинии. Телериг бежал в Константинополь, где, став христианином, женился на племяннице императрицы. После сражения 792 года Византия снова превратилась в данника Болгарии.

#### Хан Крум
Крум, ставший болгарским ханом в 802/803 году, считается родоначальником новой династии.
После разгрома Аварского каганата войском Карла Великого болгарский хан Крум в 805 году занял восточные окраины бывшего каганата, присоединив к своим владениям земли племени тимочан. О северных пределах государства, именуемых в источниках того времени «Болгарией по ту сторону реки Дуная», трудно судить.

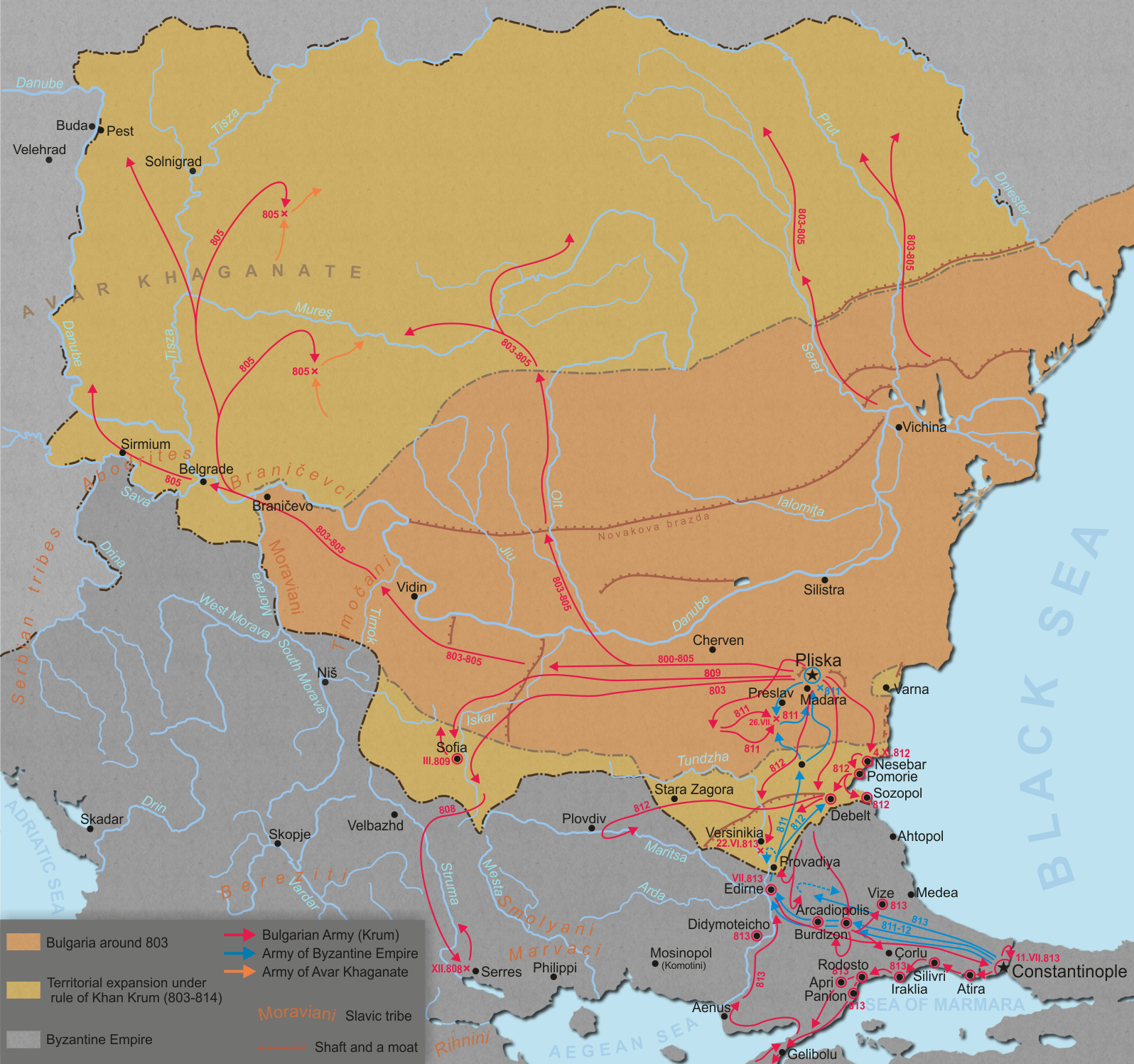
Болгария при Круме:
Первое Болгарское царство к 803 году
Земли, завоёванные ханом Крумом

В 807 году византийцы начали новую войну против болгар, но вынуждены были отступить из-за внутренних неурядиц. В 809 году Крум захватил Сердику (современная София). После этого император Византии в срочном порядке стал переселять в Македонию выходцев из разных уголков империи. В 811 году Никифор I разгромил Плиску, перебив её жителей. После этого Крум поднял на защиту целостности государства всё население страны и в ночь с 25 на 26 июля в битве в Вырбишском ущелье уничтожил большую часть византийского войска. Был убит и Никифор.
22 июня 813 году болгары нанесли поражение византийцам в битве при Версиникии.
С депортацией к 813 году в задунайские территории Первого Болгарского царства византийского населения из района Адрианополя, связано появление в районе южнее Центральных Карпат керамических сосудов для сохранения тепла при подаче специальных соусов и других памятников.
Войны с Византией способствовали обогащению протоболгарской и славянской знати.
В итоге правления этого воинственного болгарского хана болгарское государство достигло реки Тисы, за которой были франки, и реки Днестр на востоке, отделявшей болгар от печенегов. На юге граница достигла гор Рила и Родоп. После длительных войн и безуспешных мирных переговоров Крум решил взять Константинополь при помощи огромной армии и осадных машин, но умер при странных обстоятельствах.
После смерти Крума в его царстве на короткое время наступила смута, после преодоления которой на ханский престол взошел сын Крума Омуртаг (816—831)

#### Болгарское царство при наследниках Крума
В наследство от отца Омуртаг получил незаконченную войну с Византией. По мнению некоторых историков, в сражении при Месембрии с войсками Льва V он потерпел поражение и зимой 815/816 года был вынужден подписать с Византией мирный договор на тридцать лет. Когда в 820 году император Лев V был убит заговорщиками, и на трон сел новый император Михаил II Травл, а полководец Фома Славянин его не признал и поднял мятеж, Омуртаг пришёл на помощь Михаилу и разгромил восставших.
В 818 году из-под власти болгарского хана под власть императора Запада попытались перейти славянские племена, жившие на Среднем Дунае. После восьми лет безуспешных переговоров с Людовиком I Благочестивым Омуртаг совершил два победоносных похода (в 827 и 829 годах) в Среднее Подунавье. В 830 году отношения между болгарами и франками были улажены мирным договором.
Омуртаг реформировал свою армию, разделив войско на постоянную дружину и ополчение, призываемое в случае войны.
В правление Омуртага по всей Болгарии развернулось большое строительство. Была восстановлена столица Болгарии Плиска, разрушенная в 811 году. Там был построен новый дворец, языческий храм, обновлены городские укрепления.
У Омуртага было трое сыновей — Енравота (Боян), Звиница и Маламир. Самого старшего он лишил наследства из-за его христианской веры. Второй сын умер при жизни отца. Таким образом трон достался самому младшему сыну — несовершеннолетнему Маламиру. При нем гонения на христиан продолжились, его брат Енравот был казнён (впоследствии Енравот стал первым болгарским мучеником).
По смерти Маламира 836 году престол перешел к его племяннику Пресиану, сыну Звиницы.
Во времена Пресиана в результате очередной войны с Византией Болгария получила доступ к Средиземному морю. На северо-востоке Болгарское царство доходило до Днестра, за которым начинались земли печенегов.
Пресиан скончался в 852 году. Новым правителем Болгарии стал его сын Борис I.

### Христианский период

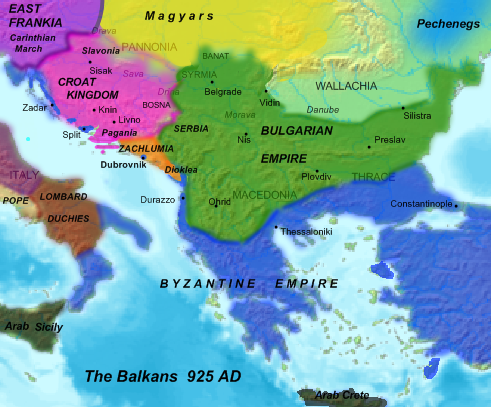
Болгария при Симеоне

Во время правления князя Бориса I (852—889) священнослужители из византийской фемы Фессалоники, братья Кирилл и Мефодий, создали славянский алфавит (863). В 865 году христианство объявили государственной религией болгар, впоследствии Бориса I канонизировали. В 867 году, воспользовавшись смутой в Византии, болгары захватили город Лихнид (др.-греч. Λυχνιδός, позднее Охрид). В 889 году Борис добровольно отрёкся от престола и ушёл в монастырь. Его сын и новый князь Владимир-Расате ненавидел христианство. Он разрушал храмы и церкви. В конце концов Борис вернулся, ослепил его и посадил на престол другого сына — Симеона. Борис вновь ушёл в монастырь

### Золотой век Болгарии
Когда на трон развивающейся страны взошёл Симеон I Великий (893—927), начался «Золотой век». В период правления Симеона Болгарское царство достигло апогея своего политического и территориального могущества. Всё началось с того, что император Лев VI наложил эмбарго на торговлю с болгарами. Теперь им можно было вести торговлю лишь в городе Фессалоники. Это было большим ударом по болгарской экономике, поскольку им нельзя было вести торговлю в Константинополе. В нём торговались Европа и Азия, а болгары могли теперь это делать только через греков в Фессалониках, которые увеличивали цены. Симеон не хотел с этим мириться и выступил в поход против Византии. Так началась одна из первых в Европе войн за защиту торговских интересов. Вскоре Лев VI подписал мир и всё стало, как раньше. Но вскоре Лев умер, и новым императором стал Александр, который явно не желал мира с Болгарией. Симеон двинулся в поход на Константинополь, но когда он прибыл, там уже опять был новый император — малолетний Константин VII. Империей фактически руководила императрица Зоя Карбонопсина, которая была его матерью. После переговоров Симеон был коронован царём, Византия признала независимость болгарской церкви. Также Симеон стал Василеопатором, то есть «Отцом Императора». Это пугало Зою. Договор был подписан в 913 году. Когда царь Симеон вернулся домой, он короновался «Царём Болгар и Ромеев (Греков)». Но через несколько лет Зоя аннулировала договор 913 года и послала войско на Болгарию. Произошла битва у реки Ахелой в 917 году. После победы болгар у реки Ахелой болгарский царь расширил свои владения до полуострова Галлиполи в южной Фракии, захватил Македонию, используя как союзника Сербию. Он принял её под покровительство. Однако Роман I, правивший вместо Константина VII, который был ещё мал, натравил сербов на Симеона. В 924 году, после очередного сербского мятежа, ввёл в Сербию войска и полностью присоединил к территории своего государства. Царь Симеон I Великий вёл беспрерывные войны и сумел максимально расширить территорию Болгарии по сравнению с другими правителями. В 927 году он умер, так ни о чём и не договорившись с Романом.

### Упадок Первого царства
Вследствие войн наступила нищета. В последние годы жизни Симеон вёл особо много войн, и они велись почти сразу одна за другой без остановки. Положение Болгарии усугубил тот факт, что последняя война Симеона — война с Хорватией в 926 году была проиграна. Тяжесть налогов, лёгших на плечи народа, вызвала сопротивление. Началось сильное расслоение общества. Появилось движение богомилов, людей, живших строго по законам божьим, для них христианство было всем. Их возглавлял священник Богомил. В это время в стране правил Пётр I (927—969). Богомилы были угрозой правящему классу. Их подвергли преследованиям и мучениям. Распространение их идей велось через апокрифическую литературу. Проповеди богомилов распространялись и за пределами Болгарии. В XII и XIII веках появились многочисленные секты богомилов разного характера, что обусловлено местными условиями. Пётр I на выгодных условиях подписал мирный договор с Византией, длившийся около 30 лет. Но Византия взамен получила территории, которые Симеон у неё завоевал после битвы у реки Ахелой. Мир дал Болгарии возможность восстановиться. Но с договором ещё и усилилось влияние Византии в Болгарии. Брат Петра I, Михаил, считал, что договор ослабил Болгарию, поэтому начал восстание против своего брата. Оно окончилось неудачей, но случилось то, чего так боялся Михаил — ослабление Болгарии. Вследствие ослабления сербский князь Часлав (Чеслав) в 933 году освободил Сербию. Тогда и начался упадок Первого Болгарского Царства. На Болгарию стали совершать набеги венгры. Раньше они этого не делали, потому что в 90-х годах IX века Симеон нанёс им поражение. В основном они совершали через Болгарию набеги на Константинополь, но, проходя через территорию Болгарии, они грабили всё на своём пути. Пётр против них даже посылал отряды. Венграм (мадьярам) они мешали, но не останавливали их. Византия не откликнулась на просьбу о помощи, так как была занята войнами с арабами. Поэтому Петру пришлось пойти на сделку с венграми. Они теперь могли беспрепятственно проходить через Болгарию при условии, что не будут грабить население. Император Никифор II Фока принял это, как антивизантийский союз, поэтому сам заключил союз с русским князем Святославом.

#### Пятидесятилетняя война и византийское завоевание

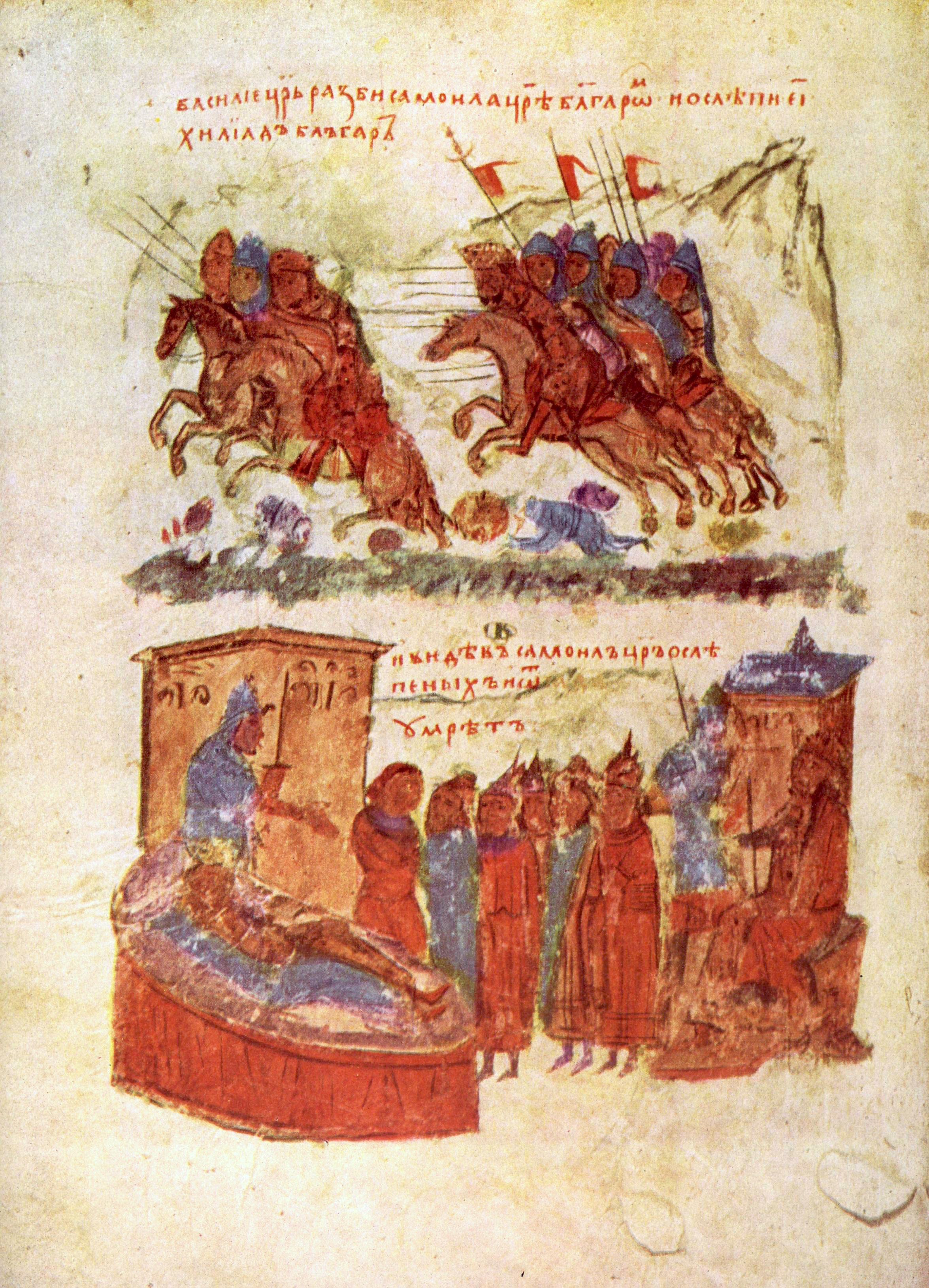
Поражение Самуила и ослепление его воинов.
Миниатюра (1345)

В 968 году киевский князь Святослав, союзник византийского императора Никифора Фоки, занял северо-восточную часть Болгарии. Однако он узнал, что Киев осаждают печенеги и ему пришлось вернуться. Через год в 969 году он снова атаковал Болгарию. Никифор II Фока был поражён успехами Святослава и решил заключить с Болгарией мир против русского князя Святослава. Болгарский царь отправил в Константинополь двух своих дочерей, которые должны были выйти замуж за Василия и Константина. Но ночью император был зарезан своим племянником Иоанном Цимисхием, который и стал новым императором. Тем временем Святослав уже захватил крепость Преславец (не путать с Великим Преславом, столицей Болгарского Царства). Царь Пётр уже не мог этого выдержать. Он отрёкся от престола и ушёл в монастырь, но вскоре умер от инсульта. Следующим царём стал его первый сын — Борис II. Вскоре Святослав взял столицу — Великий Преслав, город Пловдив. В это время император Иоанн Цимисхий начал готовиться к войне и сформировал ударный конный отряд, состоявший из храбрых юношей, которые назывались «Бессмертными». Святослав был вынужден заключить союз с болгарским царём Борисом II (969—971). Но византийская армия в битве при Аркадиополе в 970 разгромила русов и болгар. В 971 году византийцы взяли у русов и болгар Великий Преслав. В этой же битве в плен были взяты болгарский царь Борис и его брат Роман. Свенельд, оборонявший город, бежал к Святославу, который тогда находился в Доростоле, и сообщил ему о поражении. Когда болгарская царская семья попала в плен к Иоанну, он решил пойти на обман, притворившись спасителем Болгарии от русов. Ему поверили. Дальше болгарские с крепости без боя переходили в руки византийцам на пути к Доростолу. Узнав об этом, Святослав отрубил головы трёмстам болгарским первенцам в знак наказания. Это ему не помогло, зато оставило Болгарию на очень долгое время без первенцев и людей, которым можно было бы доверять управлением войск и областей. Спустя трёхмесячной осады Доростол был взят. Святослав и его дружина покинули Болгарию, а Иоанн, в свою очередь, объявил о присоединении Болгарии к Византии. Однако Западная часть царства осталась независимой. Таким образом Болгария оказалась разделённой на две части: Восточную, которая входила в состав Византии, и Западную, которая оставалась независимой ещё 46 лет. После этого Борис II и его брат Роман бежали из Византии. Однако Бориса убили на границе стражники, приняв его за беглого византийца-предателя. В 977 брат Бориса, Роман, всё-таки добежавший до Болгарии, стал новым царём и последним монархом из Крумовской династии. Но фактически от его лица правил будущий царь Самуил. Он являлся комитом (правителем области — комитата) Скопской области. Раньше у него было ещё три брата — Давид, Аарон и Моисей. Двое из них погибли в сражениях, а третий, Аарон, начал часто вести переговоры с византийцами, в результате чего Самуил убил его и всю его семью, кроме сына, будущего царя Ивана Владислава. Самуил успел вернуть большую часть территории Болгарии. Но в 991 году он потерпел поражение в мелком сражении, однако, итоги были гораздо хуже: царь Роман попал в плен. В 997 году он умер. Лишь тогда Самуил объявил себя царём Болгарским. В 998 году Самуил вновь покорил Сербское Княжество и отдал его бывшему князю Ивану Владимиру некоторые полномочия в управлении западных границ Болгарии. Однако пока Самуил занимался раздачей сербских земель, Северо-Восточная Болгария оказалась без защиты. Этим воспользовался Василий II, завоевав её в 1001 году. После этого многие правители городов зачастую даже не были чистокровными болгарами или вообще ими не являлись, например Ашот Таронит, сын Григория Таронита. Несмотря на то, что после его пленения Самуил ему дал в управление город Драч, Ашот всё-равно передал город Василию ІІ) сдались Василию без боя способом, либо от трусости, либо из-за подкупа. Отчаяние в Болгарии за последние годы привело к тому, что многие болгары сдались и перешли на сторону Византии, в частности, из-за событий 1001—1003 годов, когда многие города добровольно перешли под византийский контроль. Лишь Видин сдался в 1003 году после 8 месяцев осады. Задунайская территория всё сложнее контролировалась, и в 1003 году Трансильвания отошла к Королевству Венгрия. Из задунайских владений у Болгарии осталась только Валахия и небольшая часть будущего княжества Молдавия. В 1014 году Болгария проиграла решающую битву на Клейдионе, опять же из-за предательства. В битве на Клейдионе тысячи воинов попали в плен к Василию II. Для устрашения он ослепил их и на каждую сотню оставил одного одноглазого предводителя, а затем отпустил их домой. За это его прозвали «Болгаробойцей». После того, как Самуил увидел своих ослеплённых соратников, он не выдержал, и 6 октября 1014 года скончался от сердечного приступа. Дальнейшие правители были слабыми и в некоторой степени наивными. Последнего царя византийцы хитростью убили в сражении за город Драч. В 1018 году византийцы захватили Охрид. Потом ещё возникло небольшое сопротивление во главе с Пресианом II, но оно было подавлено уже в том же году. Первое Болгарское царство пало. В 1026 году все задунайские территории бывшего Болгарского Царства (Валахия и Молдавия) были завоёваны печенегами. Позже там сформируются несколько Валашских княжеств.

### Византийская власть в Болгарии
Установление византийского контроля (1018—1185) — это сложный период для болгарского народа. Отличившийся жестокостью в войне, Василий II с наступлением мира стал демонстрировать умеренность. Болгары перестали быть врагами византийского императора, став его подданными, и, следовательно, заслуживали внимания и уважения. Намеренно им были определены низкие налоги. Однако вскоре началось закрепощение болгарских крестьян. Целые сёла переходили в руки греческих помещиков. Оброк помещикам повысился до такой степени, что некоторым крестьянам приходилось продавать своих детей в рабство, чтобы хватало денег выплачивать дань и прокормить оставшуюся семью. Патриархат был понижен в статусе до архиепископства, но болгарская церковь продолжала оставаться самостоятельной практически во всех отношениях — только назначение архиепископа стало привилегией императора. Болгарская аристократия была интегрирована в византийскую государственную и социальную иерархию; некоторые её представители заняли высокие должности в империи. Однако болгары продолжали страдать от набегов и разграблений страны печенегами, а в дальнейшем и от походов крестоносцев 1096 и 1147 годов. В этот период стало разрастаться движение богомилов.

## Архитектура
Самые старые и значительные памятники болгарской архитектуры сохранились в первых столицах Болгарии — Плиске и Преславе. Оборонительная система Плиски состояла из внутренней цитадели и внешнего земляного укрепления. Цитадель была обнесена каменными стенами толщиною 2,4 м и высотою до 10 м. Над стеной возвышались круглые и пятигранные башни. В цитадель вели четверо ворот. В центре крепости располагался дворец хана с церковью. На некотором расстоянии от цитадели находился монастырь. На территории внешнего города было обнаружено около 30 церквей. Вторая столица Болгарии — Преслав (893—972) имела такую же планировку, как и Плиска. Здесь было две каменные крепости. Внутренняя крепость имела круглые и четырёхгранные башни, в её центре располагался дворцовый комплекс. В окрестностях села Мадара сохранились остатки крепости с одним главным входом и двумя пятигранными башнями. На территории крепости обнаружены основания однонефной церкви и двух домиков, построенных из камня. В окрестностях македонского города Охриды сохранилась крепость царя Самуила, ворота которой фланкированы двумя круглыми башнями.
После принятия христианства князь Борис (ум. 889) заложил в Плиске монастырь, в котором была построена «Большая базилика» (из камня и кирпича), от которой сохранилось лишь основание. В Преславе и Западной Македонии крупные храмы продолжали возводиться в виде базилик. До наших дней дошли остатки трёх таких базилик в районе Преслава. Собор Софии в Охриде сохранился в перестроенном виде без первоначального купола
. Болгарские храмы IX—X веков в первоначальном виде не сохранились: одни из них были разрушены, другие перестроены. По этой причине их архитектурный вид не совсем ясен. Монастыри эпохи Первого (как и Второго) Болгарского царства как целостные архитектурные комплексы не сохранились.

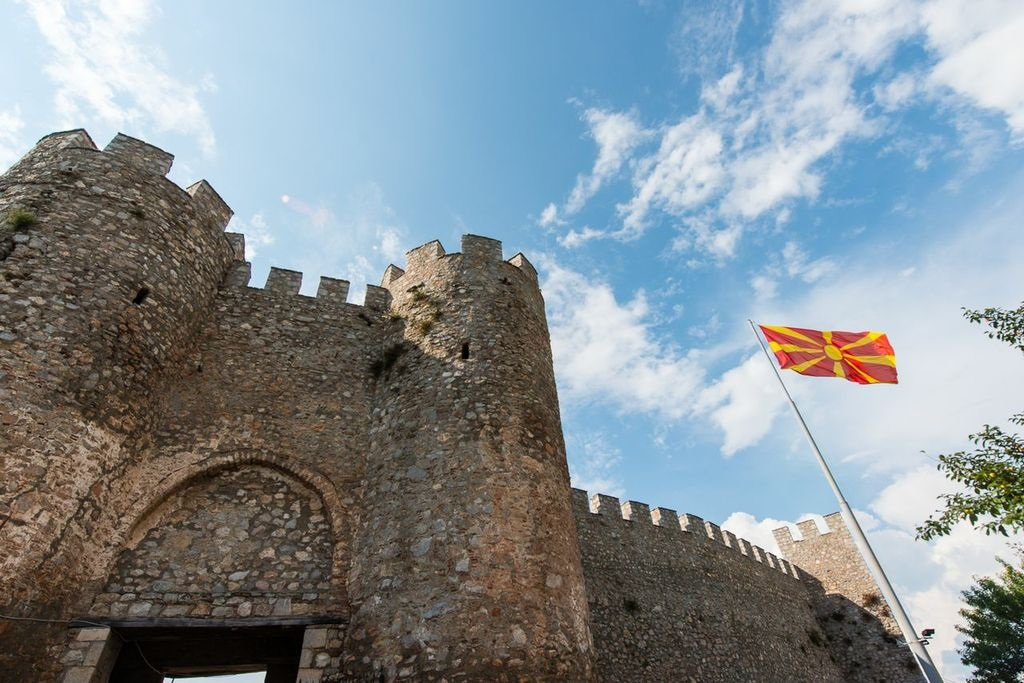
Самуилова крепость под Охридом
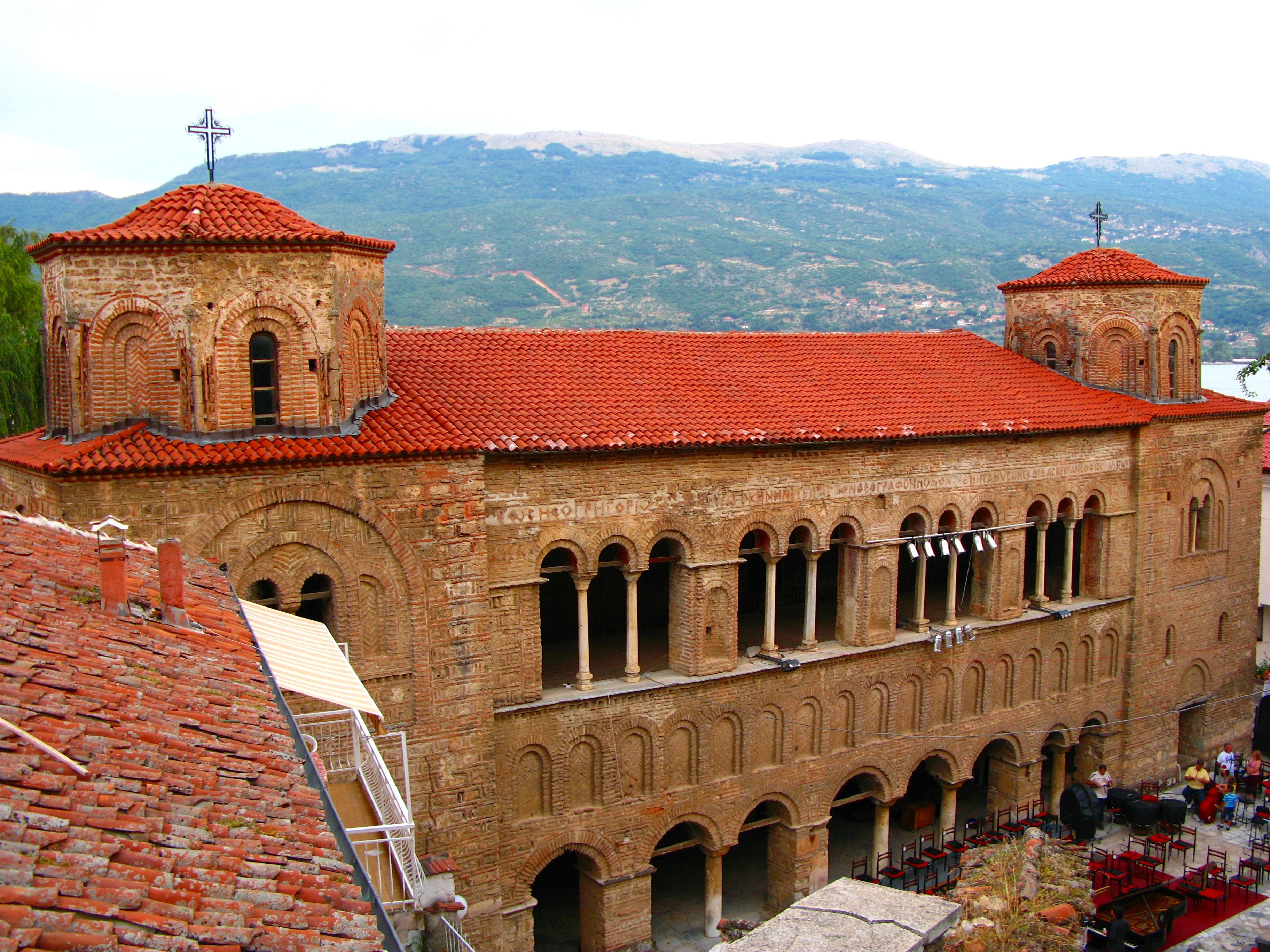
Собор Софии в Охриде (X—XIV)
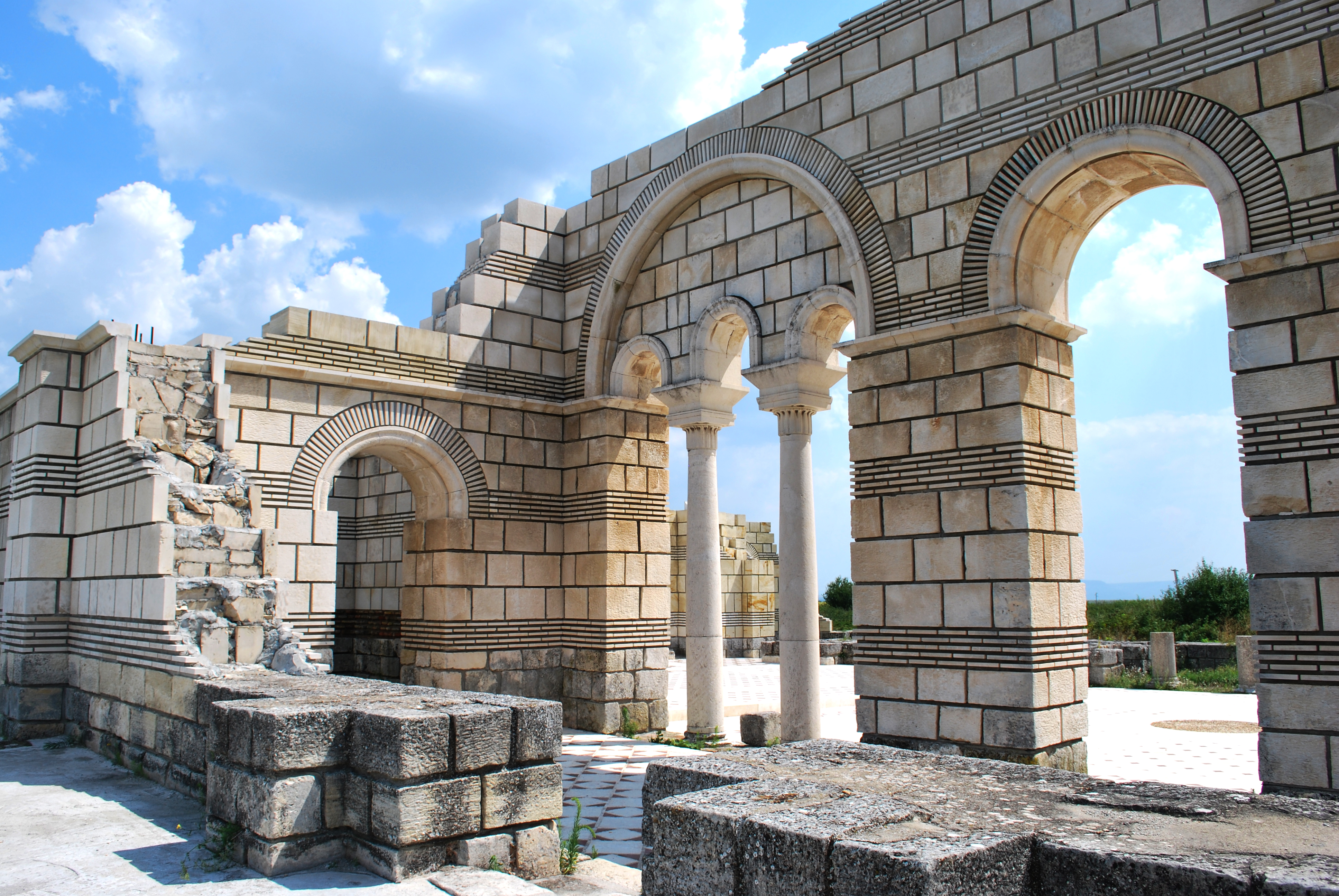
«Большая базилика» в Плиске (IX)
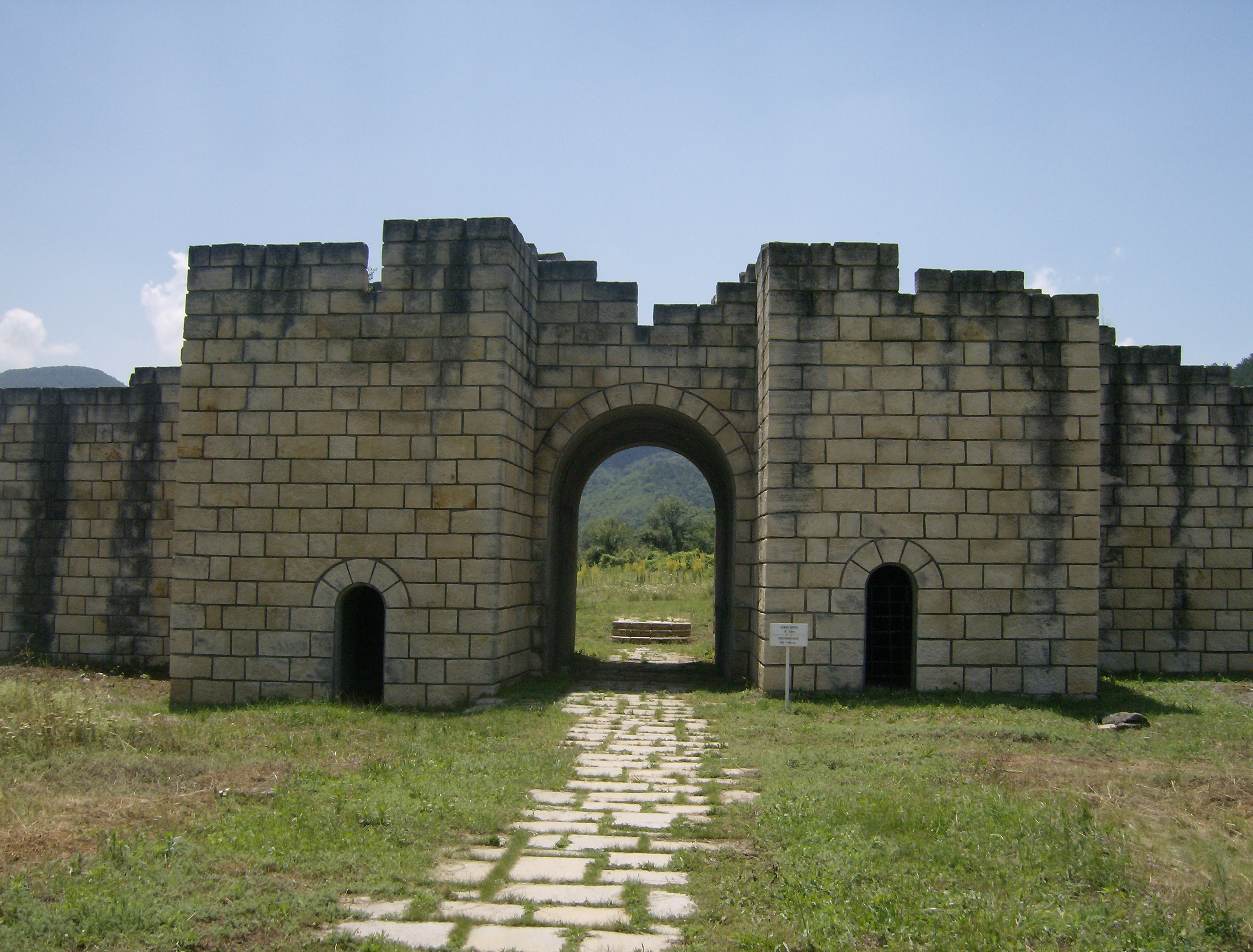
Реконструкция крепостных ворот в Преславе
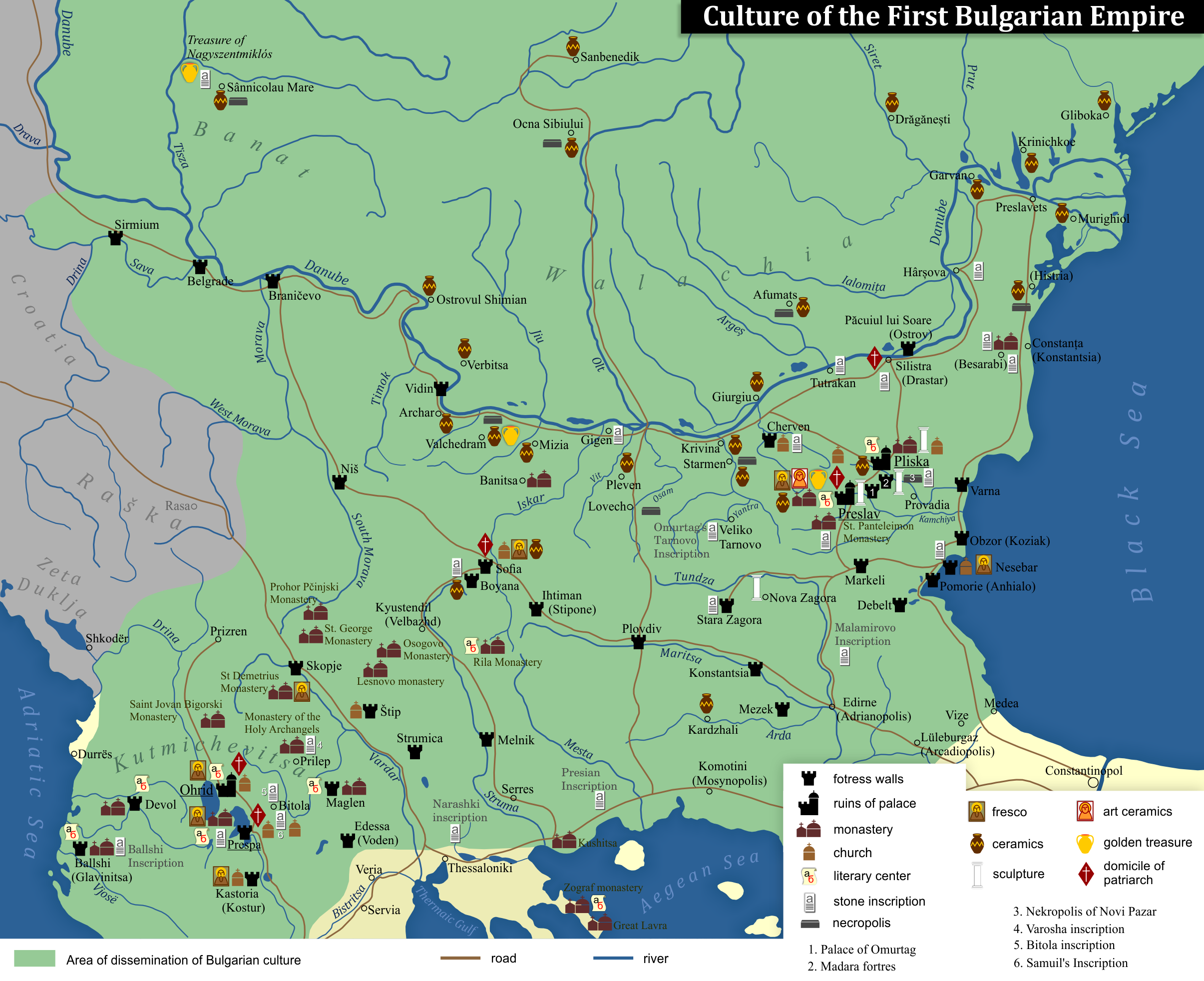
Культура Первого Болгарского царства